# Volpe di Teumesso
Nella mitologia greca la volpe di Teumesso (in greco antico: Τευμησ(σ)ία ἀλώπηξ?, Teumēs(s)íā alôpēx, o ἀλώπηξ τῆς Τευμησσοῦ, "volpe di Teumesso"), 'volpe Teumessia' o volpe Cadmea, era una gigantesca volpe che era destinata a non essere mai catturata. Si diceva che fosse stata inviata dagli dei (forse Dioniso) per depredare i figli di Tebe come punizione per un crimine nazionale.
Creonte, l'allora re di Tebe, impose ad Anfitrione l'impossibile compito di uccidere questa bestia. Anfitrione scoprì una soluzione apparentemente perfetta al problema recuperando il cane Lelapo, che era destinato a catturare tutto ciò che inseguiva, al fine di scovare la volpe. Zeus, di fronte a un'inevitabile contraddizione dovuta alla natura paradossale delle loro abilità che si escludevano a vicenda, trasformò le due bestie in pietra. Così entrambe divennero due costellazioni, il Canis Major (Lelapo) e il Canis Minor (la volpe di Teumesso).